# Brett Hayman
Brett Ronald Hayman (Melbourne, 3 de mayo de 1972) es un deportista australiano que compitió en remo como timonel.
Participó en dos Juegos Olímpicos de Verano, obteniendo una medalla de plata en Sídney 2000, en la prueba de ocho con timonel, y el sexto lugar en Atlanta 1996, en la misma prueba.
Ganó tres medallas de oro en el Campeonato Mundial de Remo, en los años 1997 y 1998.

## Palmarés internacional
| Juegos Olímpicos   | Juegos Olímpicos       | Juegos Olímpicos | Juegos Olímpicos        |
| Año                | Lugar                  | Medalla          | Prueba                  |
| ------------------ | ---------------------- | ---------------- | ----------------------- |
| 2000               | Sídney (Australia)     | Medalla de plata | Ocho con timonel        |
| Campeonato Mundial |                        |                  |                         |
| Año                | Lugar                  | Medalla          | Prueba                  |
| 1997               | Aiguebelette (Francia) | Medalla de oro   | Ocho con timonel ligero |
| 1998               | Colonia (Alemania)     | Medalla de oro   | Dos con timonel         |
| 1998               | Colonia (Alemania)     | Medalla de oro   | Cuatro con timonel      |